# Чемпионат мира по стрельбе 1906
Чемпионат мира по стрельбе 1906 года прошёл в Милане (Италия).

## Общий медальный зачёт
| Место | Страна    | Золото | Серебро | Бронза | Всего |
| ----- | --------- | ------ | ------- | ------ | ----- |
| 1     | Франция   | 3      | 2       | 2      | 7     |
| 2     | Швейцария | 2      | 3       | 1      | 6     |
| 3     | Бельгия   | 2      | 2       | 4      | 8     |

## Медалисты

### Винтовка
| Дисциплина                                    | Золото                                                                                            | Серебро                                                                   | Бронза                                                                                   |
| --------------------------------------------- | ------------------------------------------------------------------------------------------------- | ------------------------------------------------------------------------- | ---------------------------------------------------------------------------------------- |
| Винтовка с трёх позиций, 300 метров           | Эжен Бальм                                                                                        | Морис Лекок                                                               | Шарль Помье дю Верже                                                                     |
| Винтовка лёжа, 300 метров                     | Эжен Бальм                                                                                        | Конрад Штеели                                                             | Морис Лекок                                                                              |
| Винтовка с колена, 300 метров                 | Шарль Помье дю Верже                                                                              | Эрнст Стампф                                                              | Конрад Штеели                                                                            |
| Винтовка стоя, 300 метров                     | Альбер Куркен                                                                                     | Шарль Помье дю Верже                                                      | Пауль ван Асбрук                                                                         |
| Винтовка с трёх позиций, 300 метров (команды) | Швейцария · Марсель Мейер-де-Стадельхофен · Эрнст Стампф · Жан Райх · Конрад Штеели · Луи Ришарде | Франция · Эжен Бальм · Альбер Куркен · Ахилл Парош · Хуссон · Морис Лекок | Бельгия · Пауль ван Асбрук · Шарль Помье дю Верже · Эдуар Миен · Эдурд Поти · де Рибокур |

### Пистолет
| Дисциплина                                 | Золото                                                                                               | Серебро                                                                           | Бронза                                                                |
| ------------------------------------------ | --- | --------------------------------------------------------------------------------- | --------------------------------------------------------------------- |
| Произвольный пистолет, 50 метров           | Конрад Штеели                                                                                        | Пауль ван Асбрук                                                                  | Шарль Помье дю Верже                                                  |
| Произвольный пистолет, 50 метров (команды) | Бельгия · Пауль ван Асбрук · Шарль Помье дю Верже · Жюльен ван Асбрук · Рене Энглебер · Виктор Робер | Швейцария · Карл Рёдерер · Якоб Шальхер · Карл Хесс · Конрад Штеели · Луи Ришарде | Франция · Андре Барбийа · Жан Фукуни · Лувье · Рафаэль Ру · Леон Моро |